# 卡特·哈姆
卡特·F·哈姆（英文：Carter F. Ham，1952年2月16日—）美国陆军上将退役，曾任美国非洲司令部第2任司令，他于2011年奉命对利比亚内战实行干预。曾于2008年8月28日至2011年3月8日，但任美国欧洲陆军和第7集团军司令；2007年8月至2008年8月，担任联合参谋部作战总监；2006年8月至2007年8月，担任第1步兵师师长。哈姆于2011年3月8日接替威廉·沃德上将担任第2任美国非洲司令部司令。

## 简历
哈姆曾作为士兵在第82空降师服役，司职步兵，后考入位于俄亥俄州克里夫兰市的约翰·卡罗尔大学，通过陆军预备军官训练团被委任为军官，并获得优异军事毕业生，获授少尉军衔。他后来进入位于罗得岛州纽波特的美国海军战争学院学习，并获得国家安全和战略研究学士学位。曾在的步兵军官基础课程、装甲兵军官高级课程、海军指挥参谋学院、美国海军战争学院和美国的空军战争学院等多所军事学校深造。哈姆也是约翰·卡罗尔大学后备军官训练团名人堂的一员，他的妻子克里斯丁也是该大学毕业生。
哈姆早期曾在肯塔基州诺克斯堡、意大利和德国等地服役。从装甲兵军官高级课程毕业后，他在俄亥俄州的利马担任招募区指挥官。1984年，他曾参与洛杉矶奥运会的保障任务。
从1984年至1989年，哈姆在位于加利福尼亚州欧文堡的国家训练中心服役，先后担任反方部队助理监察长、营作战参谋、营主任参谋等职。之后，他进入海军指挥参谋学院学习，1990年以优异成绩毕业，然后被分配到位于佐治亚州本宁堡的美国陆军步兵学校任职。
哈姆前往利雅得担任沙特阿拉伯国民警卫队顾问，然后返回到本宁堡，担任步兵学校主任参谋。之后，哈姆前往德国维尔塞克，担任第6步兵团1营营长，期间有6个月作为联合国维和部队在马其顿共和国执行任务。之后，他前往德国的霍恩菲尔斯，在作战机动训练中心森犬团队担任高级观察员和控制员。
之后，哈姆进入空军战争学院学习，1997年毕业于后返回德国，在第1步兵师先后担任作战参谋、参谋长。1999年至2001年，他回到本宁堡，担任第29步兵团团长，后担任美国中央司令部J-8副总监，在佛罗里达州坦帕市和卡塔尔服役。2003年8月，哈姆前往华盛顿州刘易斯堡，担任第1军副司令，分管训练和战备。2004年1月至2005年2月，他在伊拉克摩苏尔北部服役，担任的多国旅旅长，奥林匹亚特遣队司令。在此期间，一次自杀性爆炸，导致哈姆不幸遭遇创伤后应激障碍症。
从伊拉克归来，哈姆在联合参谋部任职，担任J-3作战副总监，分管区域作战。2006年8月至2007年7月，哈姆在堪萨斯州赖利堡服役，担任第1步兵师师长。之后，他回到联合参谋部，担任J-3作战总监。2008年8月28日，哈姆前往德国海德堡坎贝尔军营，成为美国欧洲陆军和第7集团军司令。
2010年11月，参议院通过了哈姆的任职提名，他将成为下一任美军非洲司令部司令，总部设在德国斯图加特凯利兵营，2011年3月8日，他正式就任。
哈姆和海军上将塞缪尔·洛克利尔一起指挥美军执行利比亚禁飞区。

## 教育简历
- 查尔斯·F·布鲁斯高中
- 约翰·卡罗尔大学，获政治学学士学位
- 海军战争学院，获国家安全和战略研究硕士学位

## 履历表
1. 1976，第4基础作战训练旅，第2预备役军官训练基地，训练官
2. 1977年，第101空降师，509步兵团，第1营，战斗支援连，组长
3. 1978年6月，第4步兵师，22团，2营，人事参谋
4. 1979年，该部C连连长
5. 1981年，军官高级课程，学员
6. 1982年，哥伦布区征兵司令部，立马区，指挥官
7. 1984年，夏季奥运会，前方军事支援分部，分队长
8. 1984年，国家训练中心，助理监察长
9. 1986年，第31步兵团，6营，作战参谋
10. 1987年，第52步兵团，1营，主任参谋
11. 1990年，美国陆军步兵学校，主任参谋
12. 1992年9月，第3步兵师，6团，1营，营长
13. 1995年，战斗机动训练中心，作战大队，资深任务部队观察员
14. 1996年，美国空军战争学院，学生
15. 1997年，第1步兵师，作战参谋，参谋长
16. 1999年，第29步兵团，团长
17. 2001年，中央司令部，J8副主管
18. 2003年10月，第1军，分管训练战备的副司令，
19. 2004年1月，伊拉克，多国作战旅，旅长
20. 2005年2月，联合参谋部，J3作战副主管，分管区域作战
21. 2006年8月，第1步兵师，师长
22. 2007年8月，联合参谋部，J3作战主管
23. 2008年8月，美国驻欧陆军，第7集团军，司令
24. 2011年3月，非洲司令部，司令

## 功奖和徽章
| Bronze oak leaf cluster                                                     | 陆军杰出服役勋章 加1铜橡叶簇   |
| Bronze oak leaf cluster · Bronze oak leaf cluster · Bronze oak leaf cluster | 国防部优异服役勋章 加3铜橡叶簇 |
| Bronze oak leaf cluster · Bronze oak leaf cluster                           | 功绩勋章 加2铜橡叶簇           |
|                                                                             | 铜星勋章                       |
| Silver oak leaf cluster                                                     | 军功奖章 加1银橡叶簇           |
|                                                                             | 联合嘉奖                       |
| Bronze oak leaf cluster · Bronze oak leaf cluster                           | 陆军嘉奖 加2铜橡叶簇           |
| Bronze oak leaf cluster · Bronze oak leaf cluster                           | 陆军成就奖章 加1铜橡叶簇       |
| Bronze oak leaf cluster · Bronze oak leaf cluster                           | 聯合功績部隊獎 加1铜橡叶簇     |
|                                                                             | 陸軍功績部隊嘉獎               |
| Bronze oak leaf cluster                                                     | 陸軍優秀部隊獎加1铜橡叶簇      |
| Bronze star · Bronze star                                                   | 国防服役奖章 加2铜服役星       |
| Bronze star                                                                 | 西南亚服役奖章 加1铜服役星     |
| Bronze star · Bronze star                                                   | 伊拉克参战奖章 加2铜服役星     |
|                                                                             | 反恐战争服役奖章               |
|                                                                             | 武装部队服役奖章               |
|                                                                             | 陆军服役勋表                   |
|                                                                             | 陆军海外服役勋表 加3奖励记     |
|                                                                             | 联合国奖章                     |
|                                                                             | 科威特解放奖章 (沙特)          |
|                                                                             | 科威特解放奖章 (科威特)        |
|                                                                             | 金制波兰陆军奖章 (未佩戴)      |

|  | 战斗行动徽章             |
|  | 优秀步兵徽章             |
|  | 初级伞兵徽章(美国)       |
|  | 突击队员徽章             |
|  | 參謀長聯席會議職務證明章 |
|  | 美国非洲司令部识别章     |
|  | 第1軍 战斗服役徽章       |
|  | 第6步兵团徽章            |

## 晋衔表
| 标志 | 军衔 | 日期       |
| ---- | ---- | ---------- |
|      | 上将 | 2008年8月  |
|      | 中将 | 2007年8月  |
|      | 少将 | 2005年2月  |
|      | 准将 | 2003年10月 |
|      | 上校 | 1998年4月  |
|      | 中校 | 1992年9月  |
|      | 少校 | 1987年6月  |
|      | 上尉 | 1980年8月  |
|      | 中尉 | 1978年6月  |
|      | 少尉 | 1976年6月  |